# Castello di Gué-Péan
Il castello di Gué-Péan è un castello posto sul fiume Cher presso il comune di Pontlevoy, nel dipartimento del Loir-et-Cher. La presenza d'una strada romana non lontano dal castello, che attraversava il torrente con un guado, diede il primo nome a questa località: le gué payant (il guado a pagamento), che in seguito divenne le Gué-Péan.
Costruito tra il XIV ed il XV secolo, oggi il castello è un'importante meta turistica.

## Struttura esterna
L'edificio è caratterizzato da pianta quadrata e si sviluppa attorno al vasto cortile interno. L'ingresso al cortile è costituito da un ampio portale affiancato da torrette basse e tozze di struttura cilindrica. Sul lato opposto è posto il corpo principale della struttura, caratterizzato dalla presenza di torri retrostanti a tetto conico.
La struttura abitativa procede lungo i due lati, fino a raggiungere i due angoli anteriori, caratterizzati da torri asimmetriche. La torre di sinistra presenta una copertura a foggia d'elmo, tipica anche dei castelli di Serrant e di Valencay. Quella di sinistra ha invece una copertura conica simile a quella delle torri posteriori.

## Struttura interna
Tra gli ambienti di maggior pregio figurano la sala delle Guardie, la cappella, il salone e la biblioteca. Le decorazioni e gli arredi, in stile Luigi XV e Luigi XVI, hanno attirato nei secoli importanti personaggi della letteratura e della storia francese, come Balzac e La Fayette, oltre ai re Francesco I, Enrico II ed Enrico III.